# Wards Island

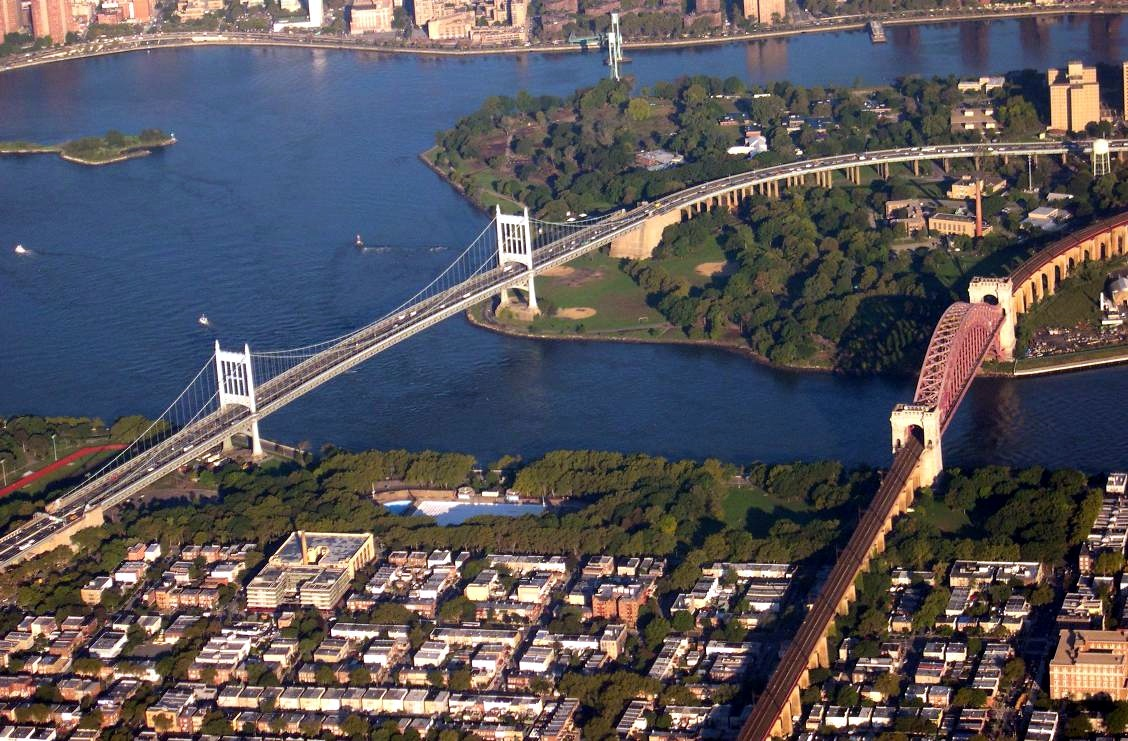
Luftaufnahme der Triborough Bridge (Robert F. Kennedy Bridge) (links) und der Hell Gate Bridge (rechts), die zur Wards Island (oben) führen

Wards Island ist eine Insel zwischen Harlem River und East River in New York City und gehört zum New Yorker Stadtbezirk Manhattan.

## Geografie und Lage
Wards Island ist Richtung Norden durch eine Aufschüttung mit der Insel Randall’s Island verbunden. Die Verbindung mit drei anderen Stadtbezirken New York Citys erfolgt durch verschiedene Brücken: Die Eisenbahnbrücke Hell Gate Bridge verbindet Wards Island mit New York Citys Stadtbezirk Queens. Der Triborough-Bridge-Brückenkomplex verbindet die New Yorker Stadtteile Bronx, Manhattan und Queens über die Ward’s Island und Randall’s Island. Er überspannt einen Nebenarm des East Rivers (Hell Gate), den Harlem River und Bronx Kill. Diese Gewässer sind für Schiffe nicht ungefährlich. Somit ermöglicht der Brückenkomplex eine gefahrlose Verbindung zwischen den New Yorker Stadtbezirken. Er erhielt am 19. November 2008 zum Gedenken an Senator Robert F. Kennedy den Namen Robert F. Kennedy Memorial Bridge. Die Wards Island Bridge – eine schmale Brücke für Fußgänger und Fahrradfahrer – verbindet Ward’s Island mit der Ostseite Manhattans, mit Harlem.

## Verwaltung und öffentliche Einrichtungen
Wards Island gehört zum Community Board 11 von Manhattan.
Beide Inseln werden von der Randall’s Island Sports Foundation verwaltet, was durch einen Partnerschaftsvertrag mit dem New York City Department of Parks and Recreation geregelt ist. Beide Inseln bilden gemeinsam die Census Area 240. Dort leben auf 2,2 km² 1.386 Personen – laut United States Census 2000.
Auf der Insel befinden sich verschiedene öffentliche Einrichtungen wie etwa das Manhattan Psychiatric Center, das Kirby Forensic Psychiatric Center (für Strafgefangene) und die Kläranlage des New York City Department of Environmental Protection.

## Wards Island Park
Auf Wards Island befindet sich auch der Wards Island Park, eine öffentliche Grünanlage, die sehr schöne Aussichtspunkte, Sportmöglichkeiten und Plätze für Picknicks bietet. Der Park dient insbesondere den Bewohnern von East Harlem als Erholungsmöglichkeit, da East Harlem selbst über wenig Grünflächen verfügt.

## Geschichte

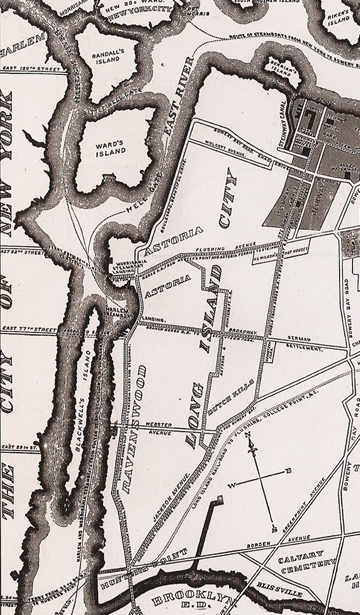
Ausschnitt einer Landkarte von Long Island City von 1896 auf der Wards Island abgebildet ist

Zur Zeit der Inbesitznahme der Insel von den Ureinwohnern durch die niederländischen Siedler trug die Insel den Namen „Tenkenas“, was „Wildes Land“ bedeutet. Der Name der Insel änderte sich mehrmals und hieß zwischenzeitlich „Buchanan’s Island“ oder „Great Barn Island“, wahrscheinlich Verballhornungen des Nachnamens „Barendt“, der Name eines frühen Besitzers.
Während des Amerikanischen Unabhängigkeitskrieges diente die Insel als Militärposten.
Nachdem der Amerikanische Unabhängigkeitskrieg vorbei war, erwarben Jaspar Ward und Bartholomew Ward die Insel, die später deren Nachnamen bekam. Obwohl schon seit dem frühen 17. Jahrhundert Siedler auf der Insel lebten, trieben die Gebrüder Ward die Erschließung der Insel stärker voran, indem sie eine Baumwollspinnerei und 1807 die erste Brücke über den East River bauten, die die Insel mit der 114th Street Manhattans verband. 
Die Brücke, die von Bartholomew Ward und Philip Milledolar finanziert wurde, war eine Zugbrücke, die 1821 durch einen Sturm zerstört wurde. Danach wurde die Insel bis 1840 im Wesentlichen aufgegeben. Von 1840 bis 1930 wurde die Insel von New York City umgenutzt:
- Hunderttausende Leichen wurden von den Friedhöfen auf Madison Square und Bryant Park hierher umgebettet.
- 1847 wurde hier das State Emigrant Refuge eröffnet – ein Krankenhaus für kranke und notleidende Einwanderer, das während der 1850er Jahre weltweit der größte Krankenhauskomplex war.
- Ab 1860 diente Wards Island als Immigration-Station bis 1892 die Immigration-Station auf Ellis Island eröffnet wurde.
- 1863 eröffnete New York City Asylum for the Insane auf der Insel.
- 1899 übernahm das Manhattan State Hospital des New York State Department of Mental Hygiene die Gebäude der Immigration-Station und des Asylums. Anschließend war es mit 4.400 Patienten das größte psychiatrische Krankenhaus weltweit. Die Anzahl der Patienten wuchs an und erreichte z. B. 1920 die Zahl von 6.045. Später wurde daraus das Manhattan Psychiatric Center.

1930 beschloss die Metropolitan Conference of Parks Randall’s Island und Wards Island in ein Erholungsgebiet umzuwandeln. Der Parks Commissioner Robert Moses stellte 1934 die Pläne für die Umgestaltung von Wards Island vor. Dafür verband die Stadt die Insel mit Randall’s Island im Norden, indem Little Hell Gate aufgeschüttet wurde. Hier entstanden Spiel- und Sportplätze sowie eine Promenade. Die Anlage des Parks zog den Bau der Triborough Bridge (heute: Robert F. Kennedy Bridge) nach sich, der von 1936 bis 1943 andauerte. 1937 wurde die Kläranlage auf Wards Island errichtet, die fast ein Viertel der Gesamtfläche der Insel in Anspruch nimmt. 14 Jahre später wurde 1951 die Wards Island Bridge eröffnet – eine Fußgängerbrücke, die die Insel mit Manhattan verbindet. Sie wurde gebaut, um East Harlem einen attraktiven Zugang zum Wards Island Park zu ermöglichen, da East Harlem nur über wenige öffentliche Grünanlagen verfügt.
2006 wurde der ursprüngliche Fußgängerweg auf dem Streckenabschnitt, der Wards Island über die Triborough Bridge mit Queens verbindet, abgerissen, um diesen durch einen kürzeren, breiteren und weniger steilen zu ersetzen. Seit Anfang 2008 ist der Wards Island Park wegen Sanierungsmaßnahmen geschlossen.

## Scylla Point
1984 wurde die südöstliche Spitze der Insel offiziell „Negro Point“ benannt, da hier früher Binnenschiffarbeiter schwarz beschäftigt waren. Die United States Geological Survey und die National Oceanic and Atmospheric Administration benutzten diese Bezeichnung. Als 2001 der Parks Commissioner von dem Namen erfuhr, fand er diesen beleidigend. Er ersetzte diesen durch „Scylla Point“ der namentlich in Beziehung steht mit dem Charybdis Spielplatz im Astoria Park. Beide Orte befinden sich auf beiden Seiten von Hell Gate, wie es auch im Mythos ist, bei dem sich die beiden Meeresungeheuer Skylla und Charybdis auf den gegenüberliegenden Seiten von der Straße von Messina befanden.